# Штруб, Давид
Давид Штруб (нем. David Strub; 16 сентября 1897, Вадуц — 15 ноября 1985, Вадуц) — лихтенштейнский политик.
Сын судебного рассыльного. Окончил реальное училище в Вадуце, с 1913 году работал в канцелярии правительства Лихтенштейна, в 1923 году перешёл на службу в Банк в Лихтенштейне. С 1939 года занимался предпринимательской деятельностью.
В 1942 году был избран бургомистром Вадуца и занимал этот пост до 1966 года. Занимался решением инфраструктурных вопросов, в 1960 году при Штрубе в городе была введена в эксплуатацию первая установка по очистке сточных вод. Одновременно в 1945—1957 гг. был депутатом Ландтага Лихтенштейна от Прогрессивной гражданской партии, занимая до 1957 года пост председателя ландтага, до 1954 года непрерывно, а затем по очереди с Алоисом Риттером. Одновременно в 1945—1958 гг. был членом правления Банка в Лихтенштейне, а в 1959—1966 гг. возглавлял правление Лихтенштейнского земельного банка.
В 1954 году награждён командорским крестом Ордена Заслуг Княжества Лихтенштейн. В 1977 году получил звание почётного гражданина Вадуца.
С 1928 года был женат на Франциске Грюнбергер (1900—1985), отец двух дочерей.